# Провінційний заповідник Ла-Паюнья
Провінційний заповідник Ла-Паю́нья (ісп. Reserva Provincial La Payunia) також відомий як Паюн (ісп. Payún) або Паєн (ісп. Payén) — природний заповідник, розташований у департаменті Маляргве у південній частині провінції Мендоса, Аргентина, за 160 км від міста Маляргве. Він був оголошений природним заповідником у 1988 році площею 4500 км2. У Ла-Паюньї розташовані багато вулканічних конусів, зокрема вулкан Паюн-Матру.

## Біорізноманіття

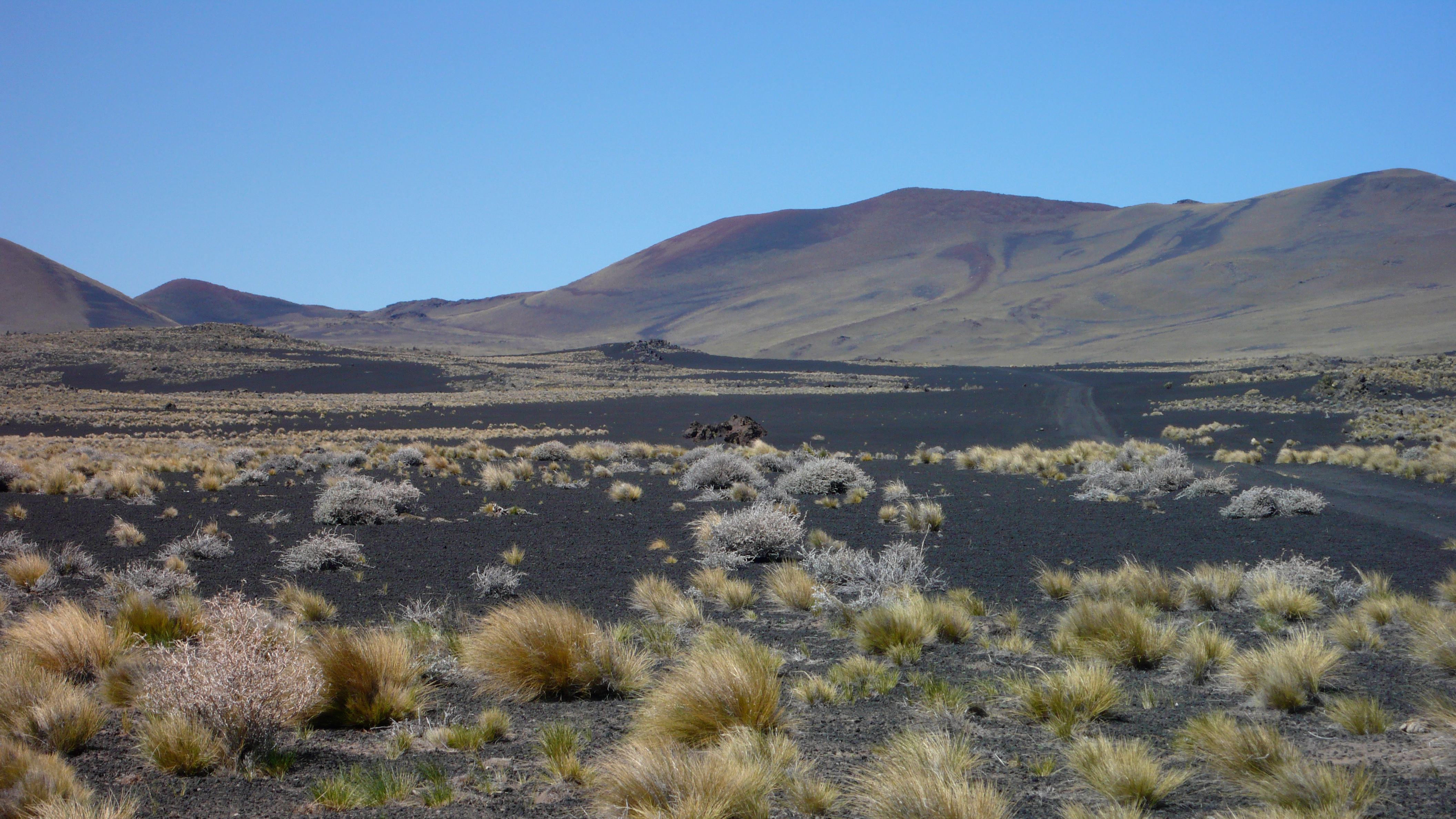
Краєвид із рослинністю в Ла-Паюньї

### Флора
Флора представлена маторалями, преріями, місцевими гірськими видами та іншими типовими патагонськими рослинами, такими як Adesmia pinifolia, Festuca pallescens, Grindelia chiloensis, Ephedra ochreata miers, Neosparton ephedroides grisebach, Psila spartioides, Prosopis denudans (від 500 до 1300 м над рівнем моря) і Schinus poligamun і Larrea nítida cavanilles (між 1800 і 2850 м над рівнем моря).

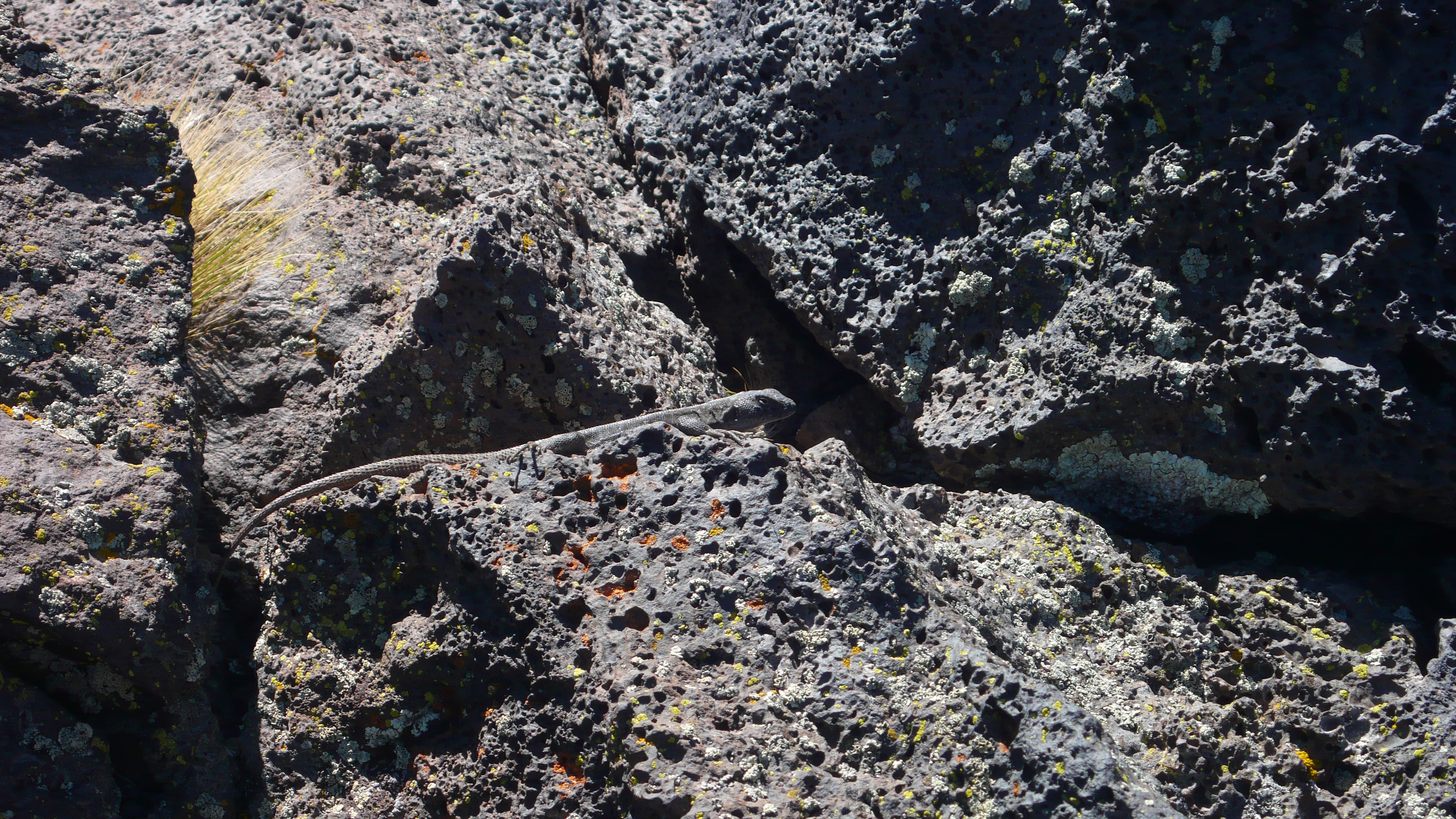
Ящірка, закамуфльована на вулканічних породах у Ла-Паюнья.

### Тваринний світ
У заповіднику задокументовано понад 70 видів тварин. До поширених видів птахів належать кондор андійський (Vultur gryphus), нанду Дарвіна (Rhea pennata) та фламінго. Серед рептилій зустрічаються отруйні змії, як-от патагонська ямкова гадюка Bothrops ammodytoides і схрещена ямкова гадюка (Bothrops alternatus). Серед хижаків — гірський лев (Puma concolor), південноамериканська сіра лисиця Pseudalopex griseus, лисиця кульпео (Lycalopex culpaeus) і пампаський кіт (Leopardus pajeros). Серед інших ссавців — великий гризун віскача рівнинна (Lagostomus maximus) і найбільша місцева тварина в заповіднику — гуанако (Lama guanicoe). Кооператив із близько 20 сімей, Cooperativa Payun Matru, живе в заповіднику. Щороку вони зганяють диких гуанако та стрижуть тварин заради хутра. Щорічний збір контролюється Товариством охорони дикої природи, а вовна та пряжа експортуються за кордон.

## Географія
Територія вкрита багатьма невеликими вулканами, найбільшими з яких є Паюн-Матру, Паюн-Лісо та Санта-Марія. Вулканічний попіл утворює чорну місцевість, відому як Чорні пампаси (ісп. Pampas Negras).
Ріо-Гранде протікає в зоні через тріщини вулканічних порід.

## Галерея

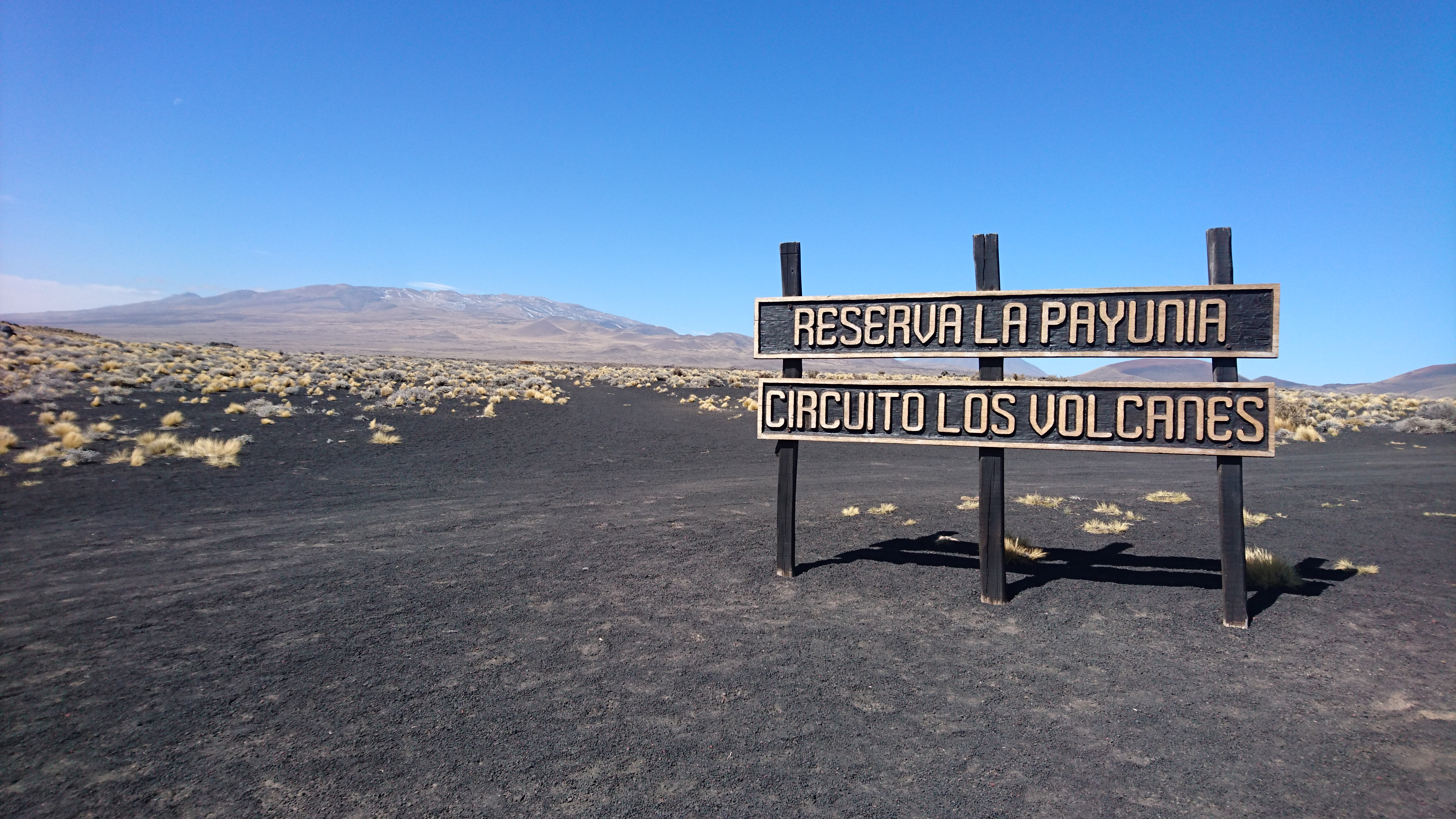
В'їзд на маршрут до вулканів
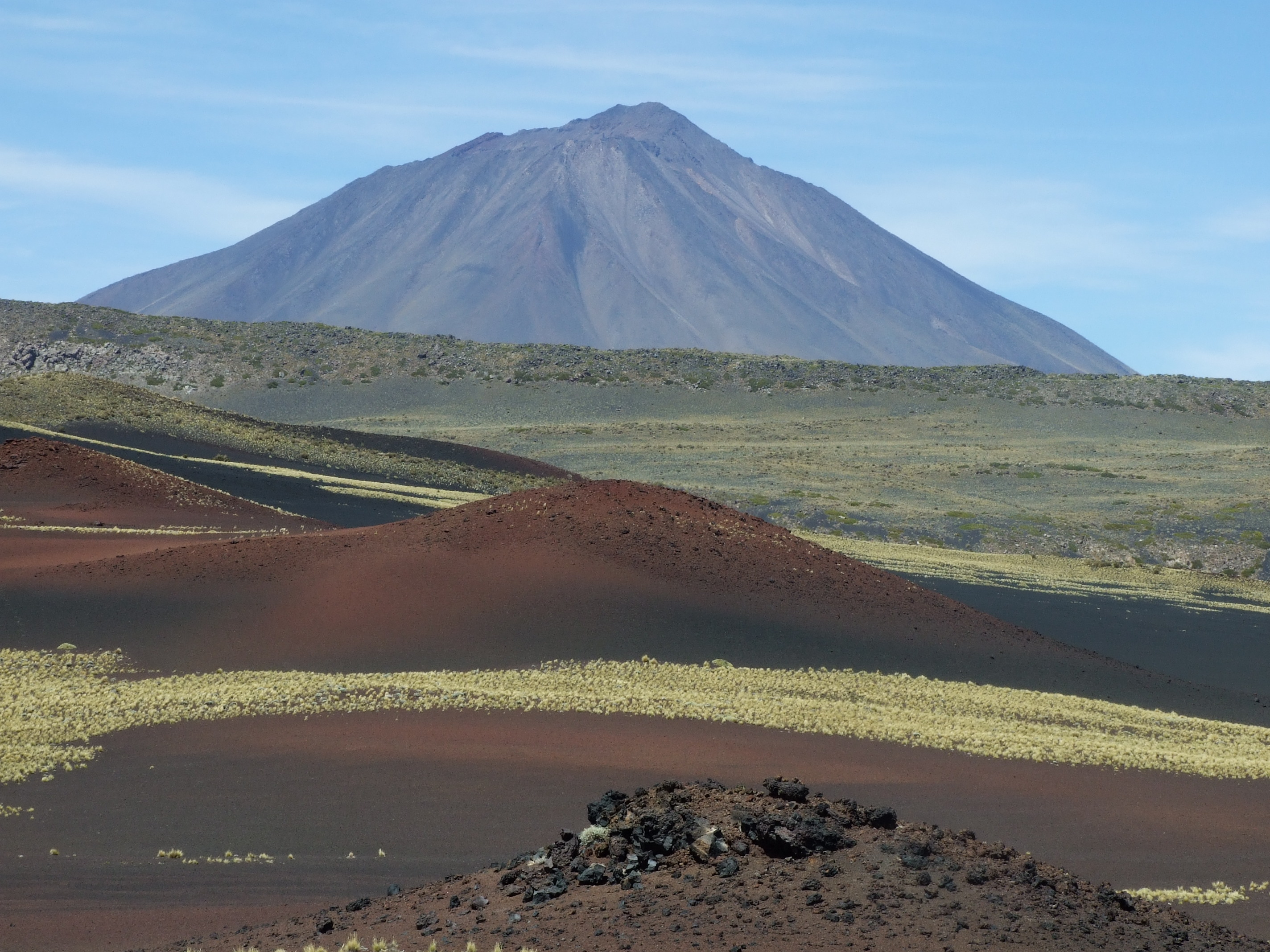
Паюн-Лісо[es]
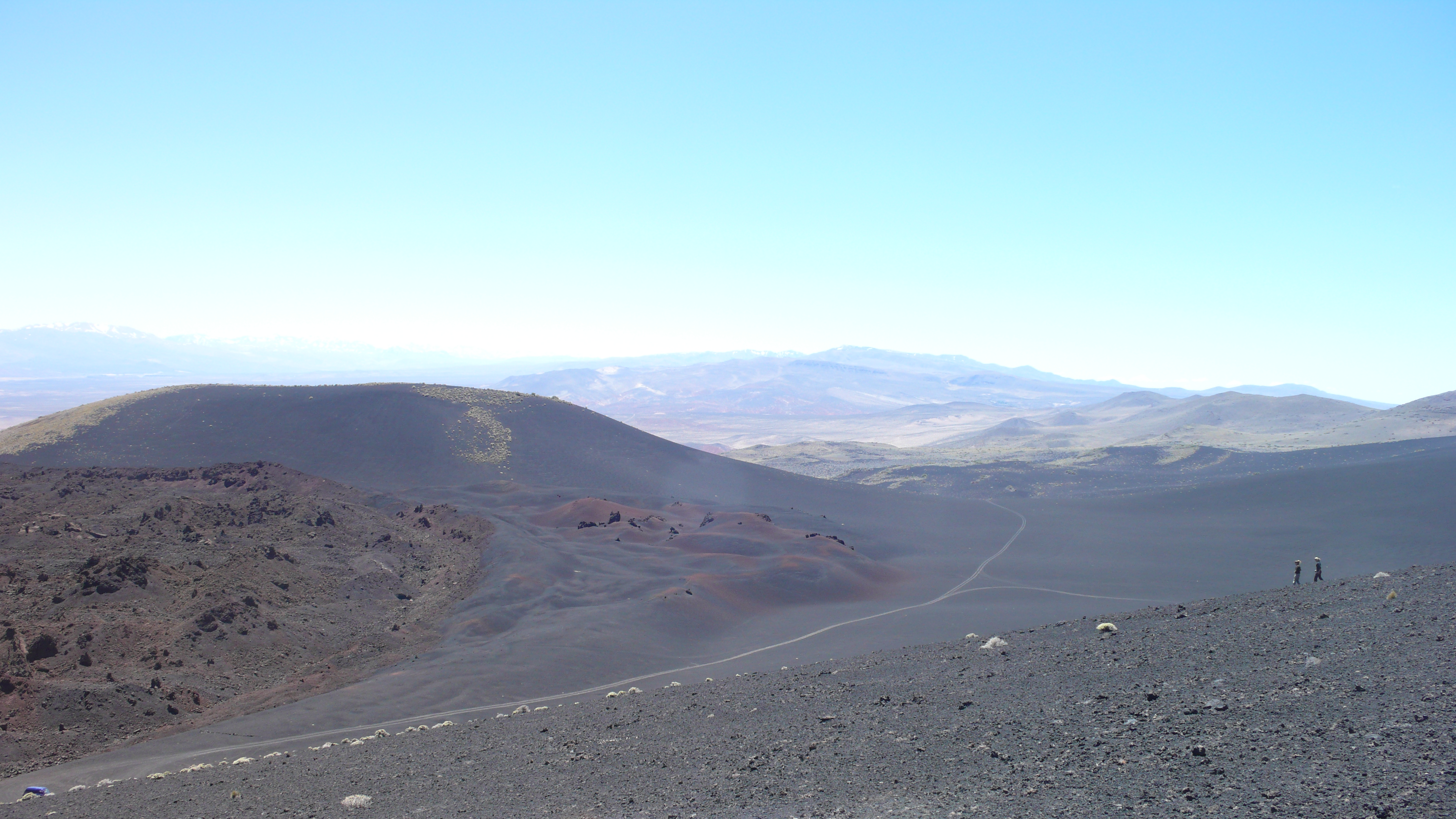
Чорні пампаси
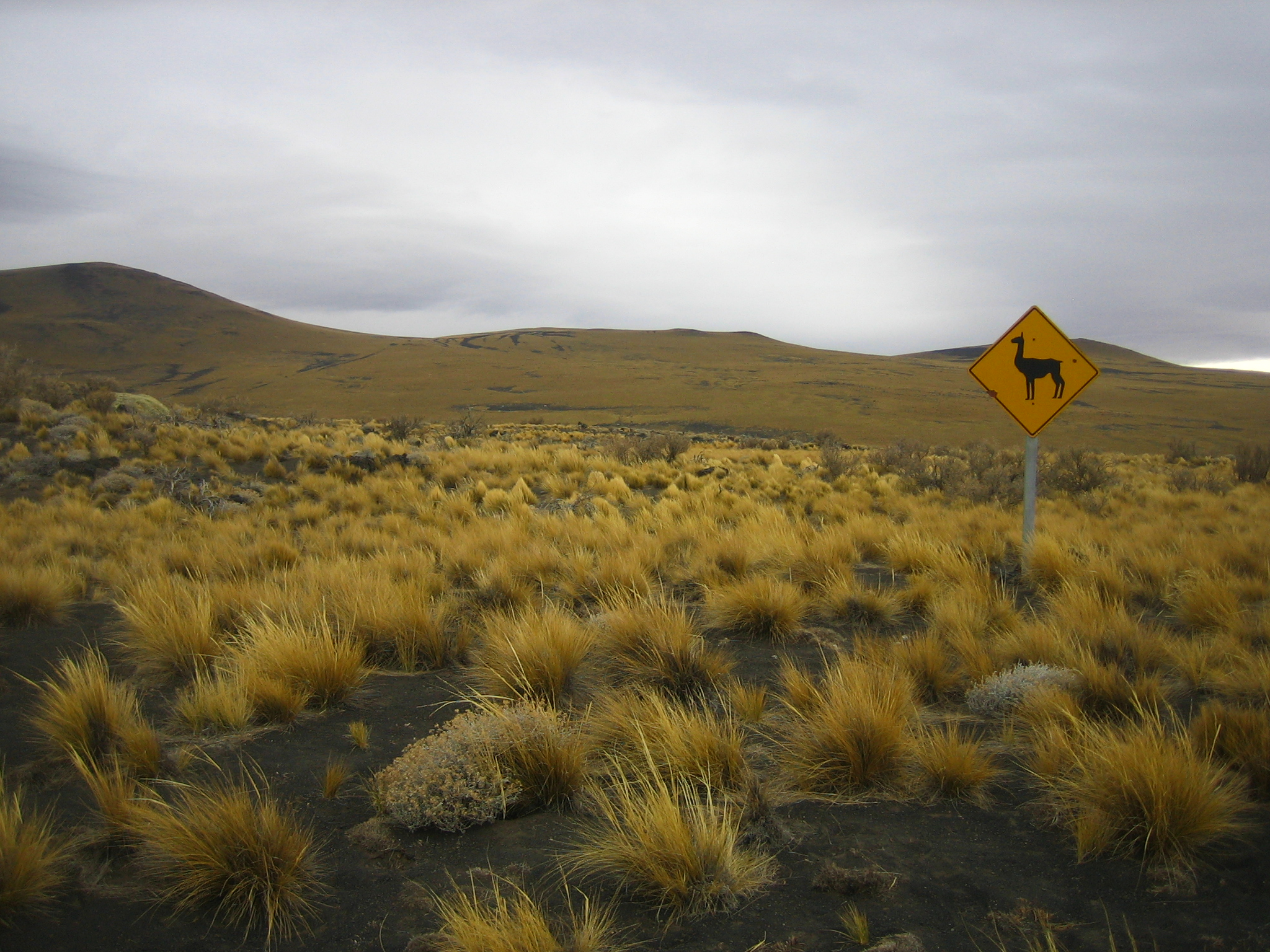
Знак з зображенням гуанако